# Ludwig Berwald
Ludwig Berwald   (Praga, 8 de desembre de 1883 - Gueto de Łódź, 20 d'abril de 1942) va ser un matemàtic txec.

## Vida i Obra
El pare de Berwald, procedent de Prússia Oriental era el propietari de la Andresche Buchhandlung, la botiga de llibres més coneguda del centre de Praga. La seva mare era nascuda a Praga d'una família jueva. Poc abans del 1900, es van vendre la botiga i la família se'n va anar a viure a Múnic. A Múnic, Berwald va acabar els seus estudis secundaris al Luitpold Gymnasium i va ingressar el 1902 a la universitat de Múnic per estudiar matemàtiques. El 1908 va obtenir el doctorat amb una tesi dirigida per Aurel Voss. Podia començar a fer d'assistenta la universitat, però una malaltia pulmonar greu el va mantenir ingressat en un sanatori durant tres anys, allunyat de la recerca i la docència, donant només classes particulars per a sobreviure.
El 1915 es va casar amb Hedwig Adler, nascuda a Praga, i va reprendre els contactes amb la seva ciutat natal. Poc després va començar a donar classes a la universitat de Praga encoratjat pels professors Georg Pick i Gerhard Kowalewski. El 1924 ja era professor titular i el 1929, en jubilar-se Pick, va passar a ser el cap del departament de matemàtiques de la universitat.
El 1939, quan el Tercer Reich va ocupar Txecoslovàquia, va ser expulsat de la universitat per la seva ascendència jueva. Tot i que es va posar en contacte amb Oswald Veblen i va rebre certa ajuda del Consell per l'Ajuda a Científics Refugiats, no va poder emigrar de Praga. El 22 d'octubre de 1941, ella i la seva dona (no havien tingut fills), van ser deportats al Gueto de Łódź (Polònia) on van morir uns mesos més tard amb poca diferència, després de viure aquest temps en condicions infames.
Berwald va publicar una cinquantena d'articles, quasi tots ells sobre geometria diferencial. Per aquestes aportacions se'l considera el pare de la geometria de Finsler. Són importants els seus conceptes de quantitat no-riemanniana i les seves aportacions sobre la curvatura i les connexions dels espais vectorials.